# Kastell Putineiu

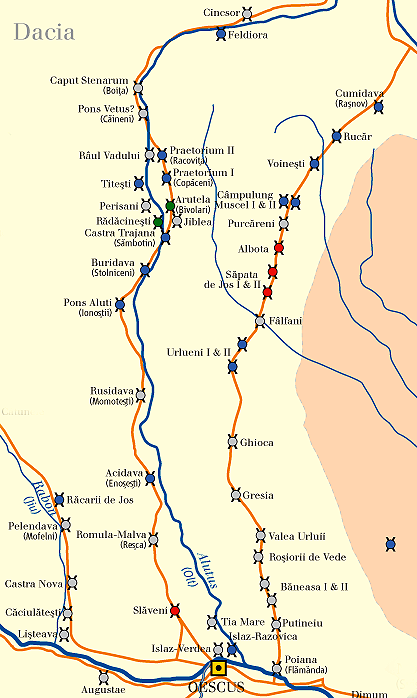
Kastell Putineiu (unten rechts) im Verlauf des Limes Transalutanus

Das Kastell Putineiu ist das Lager eines römischen Numerus auf dem Gebiet der rumänischen Gemeinde Putineiu im Kreis Teleorman in der Region Große Walachei. In antiker Zeit war es Bestandteil des Dakischen Limes, konkret des Abschnittes Limes Transalutanus (Transalutanischer Limes; Limes jenseits des Olt).

## Lage und Forschungsgeschichte
Das heutige Bodendenkmal liegt am südlichen Rand der Gemeinde, südlich des Baches Călmătui, in der Flur La Cimitir („Friedhof“) und ist im Gelände noch gut sichtbar. Es war ein Auxiliarkastell des Limes Transalutanus, das 126 m hinter dem Limeswall lag. Auf Grund seiner geringen Größe muss es als Numeruskastell angesprochen werden. Administrativ hätte es möglicherweise schon zur Provinz Dacia inferior gehört, später gehörte es zur Dacia Malvensis.
Das Numeruskastell Putineiu wurde von der rumänischen Archäologin Ioana Bogdan Cataniciu 1975 erstmals sondiert und von 1978 bis 1979 ausgegraben. 2005 erfolgten unter der Leitung von Eugen S. Teodor Untersuchungen des Vicus mit Oberflächenbegehungen sowie orthofotografischen und geophysikalischen Methoden.

## Archäologische Befunde

### Kastell
Das Kastell von Putineiu war ein Holz-Erde-Lager in der Form eines leicht verschobenen Quadrats. Seine Abmessungen betrugen 53 m mal 53 m, so dass es eine Fläche von 0,28 Hektar bedeckte. Umgeben war es von einer neun Meter breiten und bis zu einer Höhe von 1,10 m erhaltenen Holz-Erde-Mauer, vor der als Annäherungshindernis ein doppelter Graben verlief. Der Abstand zwischen den beiden Gräben betrug zwei Meter. Der äußere Graben war drei Meter breit und 1,50 m tief, der innere vier Meter breit und 1,75 m tief. Möglicherweise besaß es zwei Tore, gesichert ist nur das auf der Südseite, das auch ausgegraben wurde. Dabei wurden zwei Bauphasen differenziert. Im Inneren des Kastells konnte nur die einen bis anderthalb Meter breite Via sagularis (Lagerringstraße) zweifelsfrei identifiziert werden, die ebenfalls zwei Bauphasen aufwies. Bei den übrigen schwachen Spuren im Kastellinneren konnte hingegen nur eine Phase nachgewiesen werden. Die Besatzung des Lagers ist unbekannt.

### Vicus
Bei den geophysikalischen Prospektionen 2005 konnten die Spuren des Vicus identifiziert werden. Ein Vicus ist bei nahezu jeder römischen Garnison anzutreffen. Er ist die zivile Siedlung des Kastells, in der die Angehörigen der Soldaten, Veteranen, Handwerker, Händler, Prostituierte, Gastwirte und andere Dienstleister wohnten und arbeiteten. Die maximale Wohnkonzentration des Vicus von Putineiu wurde um eine nordsüdlich verlaufende, auf das Tor des Kastells zuführende Straße festgestellt. Ein zweiter Wohnkern, allerdings mit viel geringerer Dichte, befindet sich südöstlich des Lagers. Schließlich befindet sich am nordwestlichen Ende der Siedlung ein dritter Kern von archäologischer Relevanz, der vom Hauptwohngebiet durch eine nach Westen führende Straße und eine sie begleitende Nekropole getrennt zu sein scheint. Mit seiner Fläche von deutlich über einem Hektar war der Vicus deutlich größer als das Kastell.

### Limesverlauf bis zu den Kastellen von Baneasa
Vom Kastell Putineiu ausgehend zieht der Limes Transalutanes, teilweise im Gelände sichtbar, weiterhin in nördliche Richtung auf das nächste Kastell Baneasa I zu, von dem Putineiu etwas mehr als vier Kilometer Luftlinie entfernt ist. Parallel verlief die Calea lui Traian (Trajanstraße).
| Nr.           | Name/Ort                            | Beschreibung/Zustand |
| A/IX/48       | Kastell Putineiu                    | siehe oben |
| RAN 153838.14 | Wachturm Putineiu – Lunca Călmăţui  | Nordnordöstlich des Kastells, nördlich der letzten Häuser der Ortschaft, auf den Wiesen von Călămătui, in deren Osten sich der römische Turm befindet.                                                                                                 |
| RAN 153847.14 | Tumulul de la Băduleasa T – PUT 010 | Tumulus 400 m südwestlich der Drum național 65A, 700 m nördlich von Putineiu und 1,1 km westlich von Băduleasa. Die Datierung des Tumulus ist nicht bekannt. Es ist daher völlig unsicher, ob er römerzeitlich ist.                                    |
| RAN 153838.15 | Wallabschnitt Putineiu              | Der Wall ging weitestgehend verloren. Lediglich auf einer Strecke von rund 100 m an einer Steigung ist er noch schwach wahrnehmbar. Auf beiden Seiten eines dort vorbeiführenden Wirtschaftsweges finden sich Hüttenlehm und Fragmente von Artefakten. |
| RAN 152680.14 | Wallabschnitt Dracea                | Der Abschnitt befindet sich annähernd fünf Kilometer westlich des Ortes Dracea. |
| A/IX/49       | Kastell Baneasa I                   | siehe Hauptartikel Kastell Băneasa |
| A/IX/50       | Kastell Baneasa II                  | siehe Hauptartikel Kastell Băneasa |

## Fundverbleib und Denkmalschutz
Die Aufbewahrung und Präsentation der Funde erfolgt im Institutul de Arheologie „Vasile Pârvan“ in Bukarest.
Die archäologischen Stätten sind nach dem 2001 verabschiedeten Gesetz Nr. 422/2001 als historische Denkmale unter Schutz gestellt. Das Gelände ist mit dem LMI-Code TR-I-s-B-14218 in der nationalen Liste der historischen Monumente (Lista Monumentelor Istorice) eingetragen. Die entsprechenden RAN-Codes lauten 153838.01 für das Kastell und 153838.02 für den Vicus. Zuständig ist das Ministerium für Kultur und nationales Erbe (Ministerul Culturii și Patrimoniului Național), insbesondere das Generaldirektorat für nationales Kulturerbe, die Abteilung für bildende Kunst sowie die Nationale Kommission für historische Denkmäler sowie weitere, dem Ministerium untergeordnete Institutionen. Ungenehmigte Ausgrabungen sowie die Ausfuhr von antiken Gegenständen sind in Rumänien verboten.